# Station Medzilaborce
Station Medzilaborce is een treinstation in Medzilaborce. Het bevindt zich aan het traject Michaľany -  Łupków en is het laatste station voor de grens met Polen. Er zijn 5 perrons voor het reizigersverkeer.
Voor ZSSK Cargo is het een grensstation. 
In februari 2017 was de bedoeling om op 55 treinstations borden te plaatsen in minderheidstalen. Naast 54 Hongaarse namen, is dit er ook een in het  Roetheens. Dit station was Medzilaborce. 
Het station is het enige waar de borden in  Cyrillisch geschreven zijn. De borden zijn geplaatst in mei 2017.
In 2017 hervatte de ZSSK het seizoensvervoer op het traject Medzilaborce -  Łupków tussen 1 juli en 3 september met 2 paar treinen op zaterdag en zondag. Er rijden Poolse treinen met Poolse medewerkers uit Sanok en Rzeszów.